# Зеньковский полк
Зеньковский полк — военно-административная единица Гетманщины с центром в Зенькове в 1662—1672 годах.

## История
Полк был основан наказным гетманом Якимом Самко в 1662 году, как столичный полк Левобережной Украины. Сотенными центрами полка были: Борки, Веприк, Гадяч, Грунь, Зеньков, Ковалёвка, Камышня, Котельва, Куземин, Лютенька, Опошня, Рашевка.
В 1672 году гетман Демьян Многогрешный восстановил Гадячский полк и сотни Зиньковского полка вошли в его состав.

## Полковники
1. Шиманский, Василий (1662—1663)
2. Надточенко, Степан — наказной полковник в 1664.
3. Беспалый, Никита (1666)
4. Остренко, Семён (1666—1668)
5. Дубяга, Иван (1668)
6. Тищенко, Яков (1670—1672)
7. Остренко, Семён (1672)